# World Series of Poker 1975
Die World Series of Poker 1975 war die sechste Austragung der Poker-Weltmeisterschaft und fand vom 6. bis 15. Mai 1975 im Binion’s Horseshoe in Las Vegas statt.

## Turniere

### Turnierplan

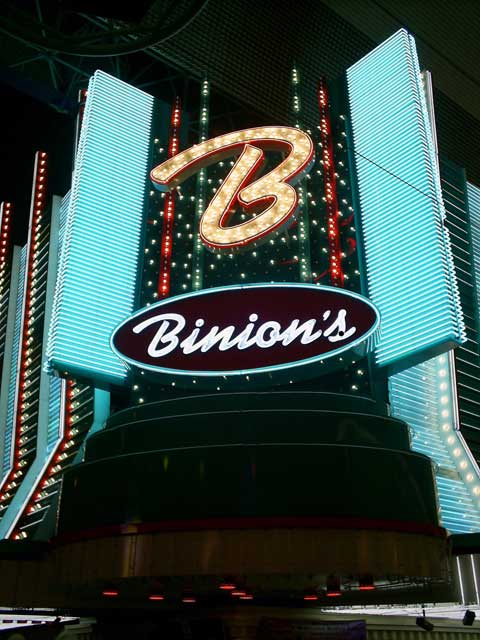
Das Binion’s Horseshoe in Las Vegas

Im Falle eines mehrfachen Braceletgewinners gibt die Zahl hinter dem Spielernamen an, das wievielte Bracelet in diesem Turnier gewonnen wurde.
| # | Buy-in (in $) | Turnier                                          | Turnierbeginn | Teilnehmer | Sieger            | Herkunft           | Preisgeld (in $) |
| - | ------------- | ------------------------------------------------ | ------------- | ---------- | ----------------- | ------------------ | ---------------- |
| 1 | 01.000        | Limit Seven Card Stud                            | 6. Mai 1975   | 44         | Johnny Moss (5)   | Vereinigte Staaten | 044.000          |
| 2 | 01.000        | Limit Razz                                       | 7. Mai 1975   | 17         | Sam Angel (2)     | Vereinigte Staaten | 017.000          |
| 3 | 05.000        | No-Limit 2-7 Draw Lowball                        | 8. Mai 1975   | 07         | Billy Baxter      | Vereinigte Staaten | 035.000          |
| 4 | 01.000        | No-Limit Hold’em                                 | 9. Mai 1975   | 32         | Jay Heimowitz     | Vereinigte Staaten | 032.000          |
| 5 | 10.000        | No-Limit Hold’em Main Event – World Championship | 10. Mai 1975  | 21         | Brian Roberts (2) | Vereinigte Staaten | 210.000          |

### Main Event

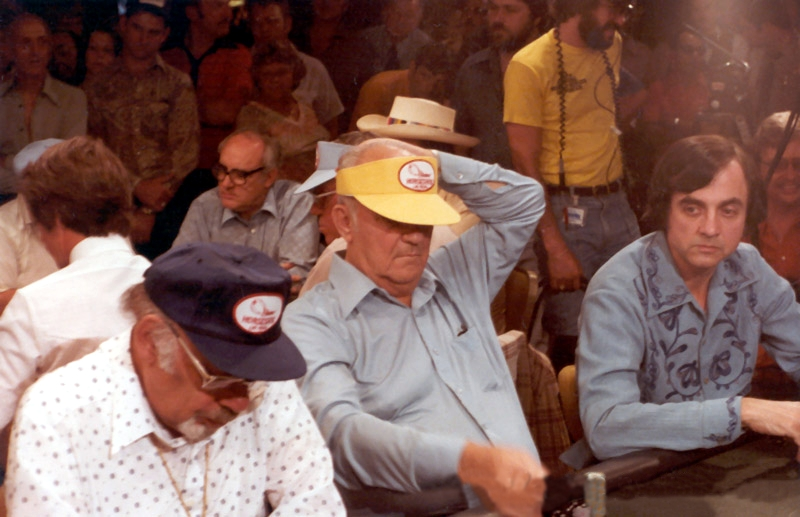
Brian Roberts (1975)

Das Hauptturnier wurde vom 10. bis 15. Mai 1975 gespielt. 21 Teilnehmer zahlten den Buy-in von 10.000 US-Dollar. In der finalen Hand gewann Roberts mit 9♠ 9♥ gegen Hooks mit A♣ K♦.
| Platz | Herkunft           | Spieler       | Preisgeld (in $) |
| ----- | ------------------ | ------------- | ---------------- |
| 1     | Vereinigte Staaten | Brian Roberts | 210.000          |
| 2     | Vereinigte Staaten | Bob Hooks     | –                |